# Островатське озеро
Островатське озеро (також Островате) — озеро карстового походження у Вараському районі Рівненської області України. Належить до басейну Стира.

## Опис
Розташоване поблизу села Великі Телковичі Вараського району у басейні річки Стир.
Назва походить від тієї обставини, що один кінець озера звужений.
Улоговина неправильної підковоподібної форми. Живиться водами джерел і атмосферними опадами. Взимку замерзає. Вода прозора, чиста. Дно піщане, пологе. Береги піщані, заросли лісом, болотисті. В озеро впадає канал.
Озеро є місцем зосередження запасів сапропелю.

## Фауна
З риб водяться щука, окунь, карась. На берегах — гніздування журавлів, лелек, диких качок.

## Галерея

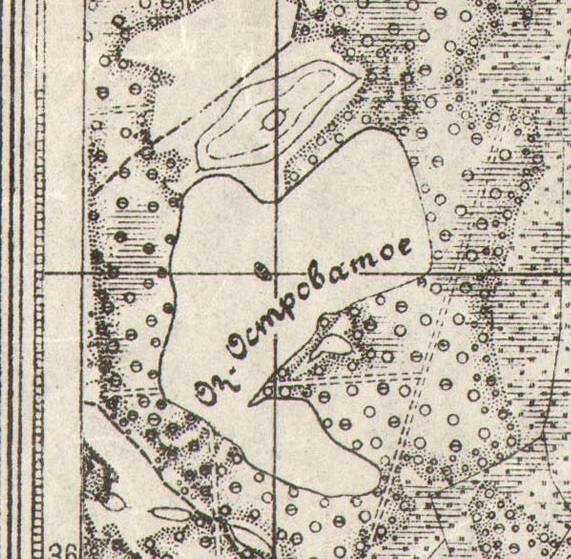
Островатське озеро на карті 1910 року